# 圣欧班德布莱
圣欧班德布莱（法語：Saint-Aubin-de-Blaye，法語發音：[sɛ̃.t‿obɛ̃ də blaj]，意为“布莱的圣欧班”）是法国吉伦特省的一个市镇，属于布莱区。

## 地理
圣欧班德布莱（45°16'5"N, 0°33'39"W）面积11.54 平方千米，位于法国新阿基坦大区吉倫特省，该省份为法国西南部沿海省份，是法國本土面积最大的省，北起滨海夏朗德省，西临大西洋，南至朗德省，东南接洛特-加龍省，东临多爾多涅省。
与圣欧班德布莱接壤的市镇（或旧市镇、城区）包括：埃托利耶、布罗和圣路易、雷尼亚克、吉伦特河畔圣西耶、瓦勒德利韦讷。
圣欧班德布莱的时区为UTC+01:00、UTC+02:00（夏令时）。

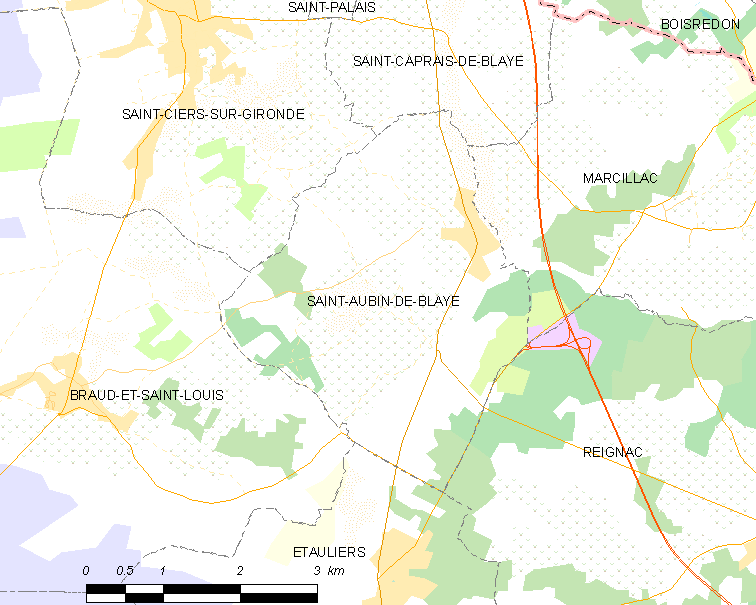
圣欧班德布莱的OSM定位图

## 行政
圣欧班德布莱的邮政编码为33820，INSEE市镇编码为33374。

## 政治
圣欧班德布莱所属的省级选区为河口县。

## 人口

1962-2008年间圣欧班德布莱人口变化图示

圣欧班德布莱于2022年1月1日时的人口数量为843人。